# Hemming
Hemming (ur. ?, zm. 812) – król średniowiecznej Danii, prawdopodobnie w latach 810–812.
Informacje o Hemmingu są bardzo skąpe i wzajemnie sprzeczne. Przypuszcza się, że był synem Halfdana i bratankiem Godfreda, po którym przejął władzę.
Godfred zmarł w 810 roku i pozostawił po sobie synów, jednak byli oni niepełnoletni. W związku z tym władzę w kraju przejął Hemming. Jego pierwszym posunięciem było zerwanie pokoju z Karolem Wielkim. Z powodu mroźnej zimy i nieprzejezdności dróg działania wojenne nie były jednak możliwe, a wiosną pokój został przywrócony i potwierdzony.
Po śmierci Hemminga (812) walka o władzę w Danii rozgorzała między Anulem (bratankiem Hariolda) i Sigfredem (bratankiem Godfreda).